# José Lebrún Moratinos
Pour les articles homonymes, voir Moratinos.
José Lebrún Moratinos, né le 19 mars 1919 à Puerto Cabello au Venezuela et mort à Caracas le 21 février 2001, est un cardinal vénézuélien, archevêque de Caracas de 1980 à 1995.

## Biographie

### Prêtre
José Lebrún Moratinos est ordonné prêtre le 19 décembre 1943 pour le diocèse de Valencia au Venezuela. 

### Évêque
Nommé évêque auxiliaire de Maracaibo le 2 août 1956 avec le titre d'évêque in partibus d'Aradus (de), il est consacré le 26 avril suivant, à l'âge de 37 ans.
Le 21 juin 1958, il est nommé évêque de Maracay avant d'être nommé évêque de son diocèse d'origine, Valencia en Venezuela, le 19 mars 1962.
Dix ans plus tard, le 21 septembre 1972, il est nommé archevêque coadjuteur de Caracas et évêque titulaire de Voncaria (de). Il en devient l'archevêque le 24 mai 1980. Il se retire de cette charge à 76 ans, le 27 mai 1995.

### Cardinal
Il est créé cardinal par le pape Jean-Paul II lors du consistoire du 2 février 1983 avec le titre de cardinal-prêtre de San Pancrazio fuori le mura.
Il est le président de la Conférence épiscopale vénézuélienne de 1984 à 1990.